# Lekinioch Municipality
Lekinioch Municipality är en kommun i Mikronesiska federationen.   Den ligger i delstaten Chuuk, i den västra delen av landet, 500 km väster om huvudstaden Palikir. Antalet invånare är 927. Lekinioch Municipality ligger på ön Lukunor.
Följande samhällen finns i Lekinioch Municipality:
- Lukunor Village